# 安格斯汉堡

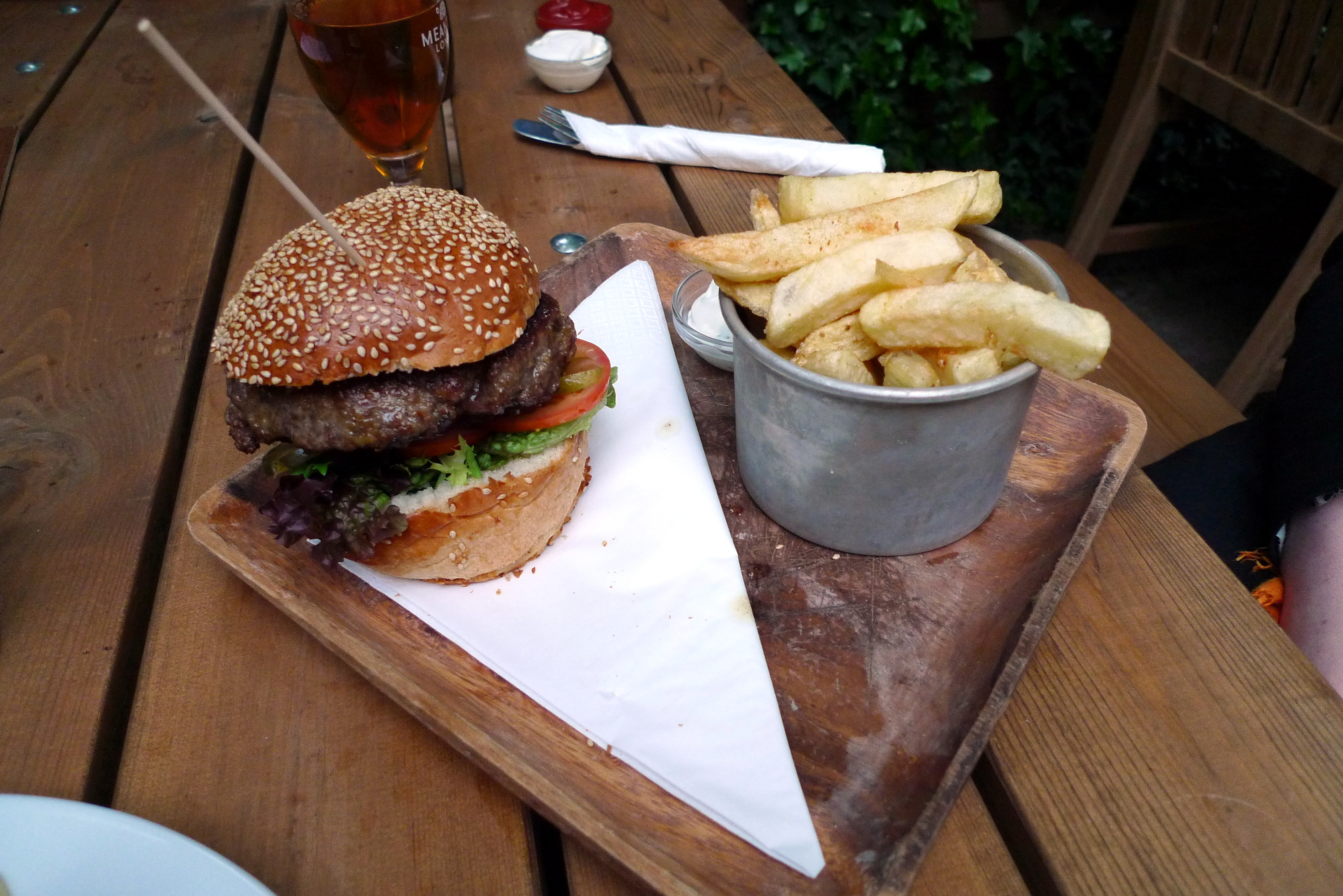
安格斯牛汉堡配薯条

安格斯汉堡（英語：Angus burger）是以安格斯牛的牛肉制作的漢堡包 。该产品被多家连锁快餐店视为一种或多种“优质”汉堡，但并非任何公司的专利。越来越多的零售商开始销售预制速冻安格斯汉堡。

## 产品在餐厅的供应
2006年起，麦当劳在芝加哥及北纽约州等地试销了自己的安格斯三明治。试验产品有三种口味，它们与汉堡王的标准版、蘑菇瑞士和培根芝士的构成相似 。
加拿大汉堡连锁店“哈维”在其菜单供应安格斯汉堡，加拿大麦当劳于2008年5月推出了相同产品。
2009年中旬，麦当劳在澳大利亚及新西兰的门店推出两款安格斯汉堡。其一为“大安格斯”（Grand Angus），由安格斯牛肉、芥末醬、麦香鸡酱、加工奶酪、红洋葱、沙拉和番茄组成。其二为“强安格斯”（Mighty Angus），含安格斯牛肉、加工奶酪、麦香鸡酱、洋葱酱、红洋葱和培根。2015年12月，二者分别以“经典安格斯汉堡”（Classic Angus）和“澳大利亚烧烤风味安格斯汉堡”（Aussie BBQ Angus）名义重新上市。
2018年，黑安格斯汉堡上市。